# Bart Bryant
Bart Bryant (* 18. November 1962 in Gatesville, Texas; † 31. Mai 2022 in Polk City, Florida) war ein US-amerikanischer Berufsgolfer der PGA Tour.

## Karriere
Er wurde im Jahre 1986 Berufsgolfer, musste aber – von ständigen Verletzungen geplagt – bis zum Jahre 2004 auf seinen ersten Sieg auf der PGA Tour warten. Im Jahr darauf gelangen Bryant zwei Titelgewinne bei besonders bedeutenden Turnieren, dem Memorial Tournament von Jack Nicklaus und dem hochdotierten Abschlussevent, der Tour Championship.
Bart Bryants älterer Bruder Brad ist ebenfalls ein erfolgreicher Berufsgolfer, der sowohl auf der PGA Tour als auch der Champions Tour Siege feiern konnte.
Bryant starb infolge eines Verkehrsunfalls in einem Krankenhaus in Polk City im Alter von 59 Jahren.

## PGA-Tour-Siege
- 2004: Valero Texas Open
- 2005: The Memorial Tournament, THE TOUR Championship presented by Coca-Cola

## Andere Turniersiege
- 1988: Florida Open
- 1994: Florida Open